# Рябчиково
Ря́бчиково (рос. Рябчиково) — селище у складі Ачитського міського округу Свердловської області.
Населення — 17 осіб (2010, 5 у 2002).
Національний склад станом на 2002 рік: росіяни — 100 %.
Стара назва — Афанасьєвська ГЕС.